# Vụ Thành
Vụ Thành (chữ Hán phồn thể: 婺城區, chữ Hán giản thể: 婺城区, âm Hán Việt: Vụ Thành khu) là một quận thuộc địa cấp thị Kim Hoa, tỉnh Chiết Giang, Cộng hòa Nhân dân Trung Hoa. Vụ Thành có diện tích 1388 km², dân số 620.000 người. Mã số bưu chính của quận này là 321000. Chính quyền nhân dân Vụ Thành đóng ở số 142, đường Giải Phóng Đông. Vụ Thành được chia ra các đơn vị hành chính trực thuộc gồm 9 nhai đạo, 9 trấn, 9 hương. Tổng cộng có 6 khu cư dân, 635 ủy ban thôn.
- Nhai đạo: Thành Đông, Thành Trung, Thành Tây, Thành Bắc, Giang Nam, Tây Quan, Tam Giang, Thu Tân, Tân Sư.
- Trấn: La Điếm, Tướng Đường, Thang Khê, La Phu, Nhã Phán, Lang Gia, Dương Phu, An Địa, Bạch Long Kiều.
- Hương: Tô Mạnh, Trúc Mã, Càn Tây, Trường Sơn, Sấn Phán, Nhược Dương, Sa Phán, Tháp Thạch, Lĩnh Thượng.
- Hương dân tộc Dư Thủy Đình.